# Cesar Poppovits

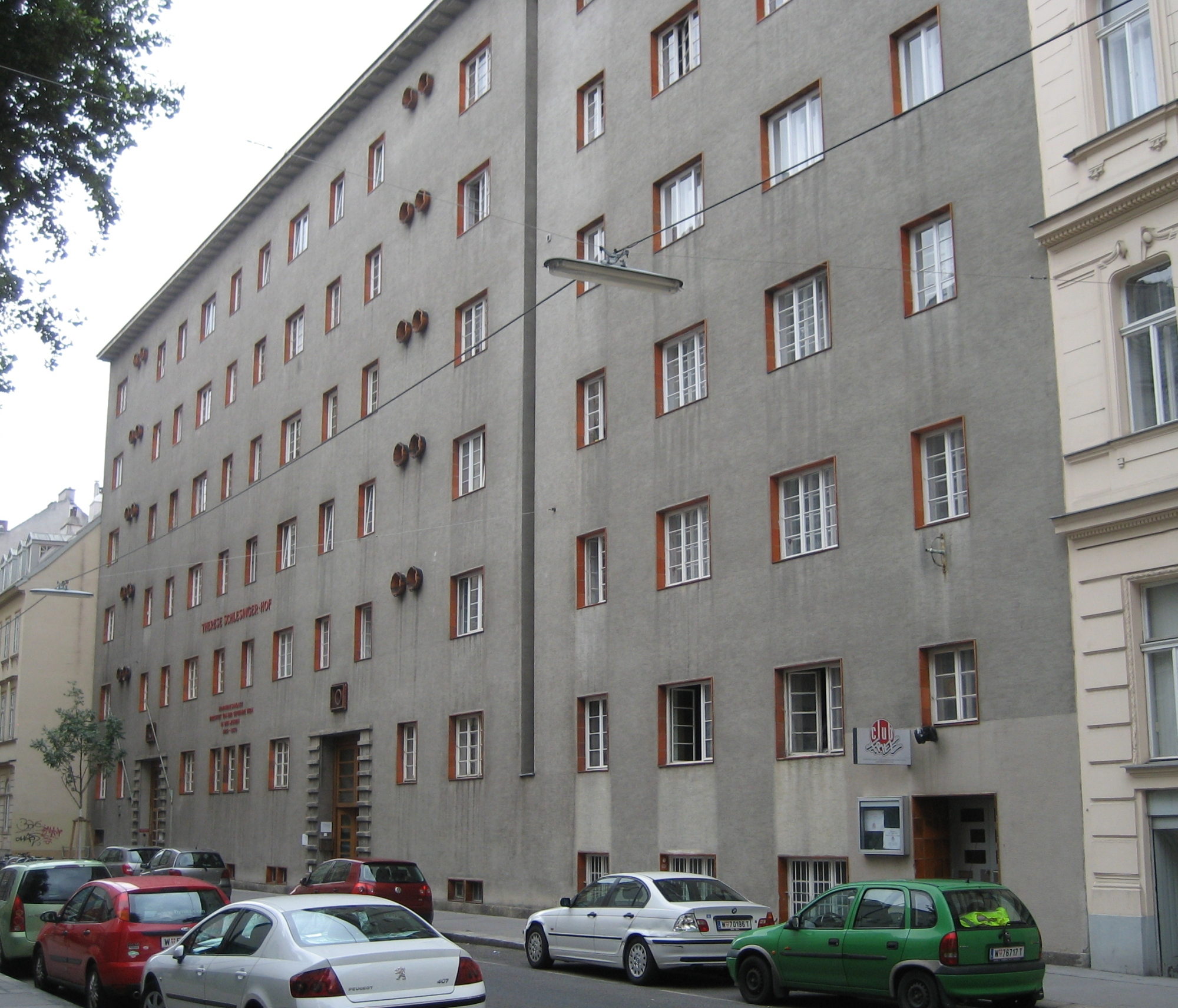
Casa en Wickenburggasse, 15-01, Viena

Cesar Poppovits (Viena, 9 de febrero de 1876 – Viena, 6 de junio de 1938) fue un arquitecto austríaco.

## Biografía
Estudió en la Universidad Técnica de Viena entre 1895 y 1901 bajo la tutela de Karl König. Al finalizar sus estudios, y hasta 1905, estuvo trabajando en unas oficinas. A partir de ese año se constituyó como arquitecto independiente
Desde bien pronto se vinculó a aquellos movimientos que unían las artes y la técnica, y prueba de ello es que en 1908 fue elegido arquitecto jefe del departamento austríaco de la Primera Exposición Internacional Arts and Crafts en San Petersburgo.
En 1912 fundó, junto a Alfred Basel y Leopold Forstner la empresa Wiener Friedhofskunst. Ese mismo año se convirtió en miembro de la Deutscher Werkbund, y un año después también de la Sociedad de Arquitectos Austríacos, de la que fue secretario entre 1914 y 1915. Cuando en 1914 se constituyó la Österreichischer Werkbund, se unió a la misma.
Fue un arquitecto prolífico, y el grueso de su obra se desarrolló en Viena, construyendo tanto vivienda privada como edificios públicos. También elaboró proyectos en Cluj, Rumanía; en Černivci, Ucrania o en Colonia, Alemania. Influido por el pensamiento artístico de Otto Wagner, sus diseños interiores solían vincularse a las formas clásicas, aunque el exterior de sus obras eran bastante sobrias.